# Kamsagara, Malavalli
Kamsagara là một làng thuộc tehsil Malavalli, huyện Mandya, bang Karnataka, Ấn Độ.